# Farol da Selvagem Grande
Der Farol da Selvagem Grande ist ein Leuchtturm auf Selvagem Grande, der größten Insel der Ilhas Selvagens, die zwischen Madeira und den Kanarischen Inseln liegen.

## Lage und Beschreibung

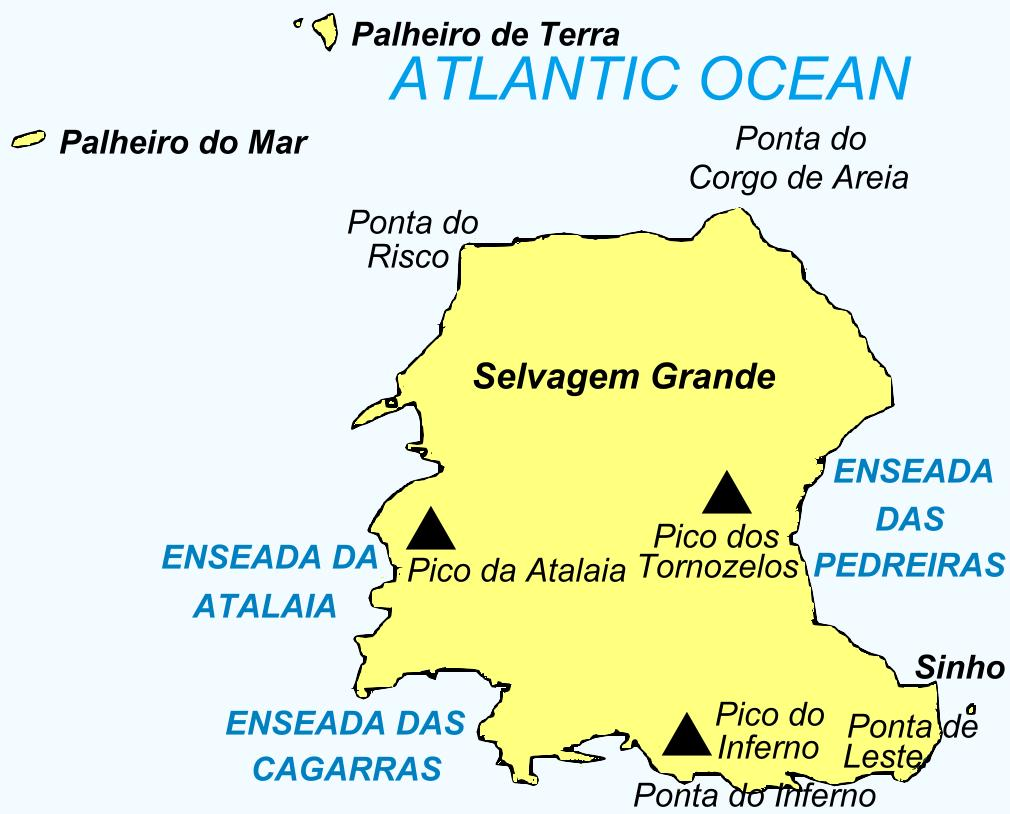
Selvagem Grande

Der Leuchtturm befindet sich an der Westküste der Insel etwa 200 Meter landeinwärts von der Bucht Enseada da Atalaia und liegt auf dem mit 153 Metern höchsten Berg von Selvagem Grande, dem erloschenen Vulkankegel Pico da Atalaia. Der Leuchtturm ist ein zehn Meter hoher zylindrischer Turm, der rot-weiß-gestreift gestrichen ist. Der Turm ist nicht zugänglich.
Das Leuchtfeuer ist unter der internationalen Nummer D-2768 registriert und befindet sich in einer Höhe von 163 Metern. Die Kennung besteht aus einem weißen Blitz, der alle vier Sekunden wiederholt wird. Die Tragweite beträgt rund 12 Seemeilen (ca. 22 Kilometer).

## Geschichte
Erste Überlegungen zur Errichtung eines Leuchtturms gehen auf das Jahr 1881 zurück: Nach mehreren Schiffbrüchen schlug die spanische Regierung den Bau eines Leuchtturms vor und stellte damit die Verantwortung Portugals für die Sicherheit der Schifffahrt und die politische Zugehörigkeit der Inselgruppe in Frage. Zwar griff Portugal die Idee auf und bestätigte den Nutzen eines Leuchtturms, die Umsetzung wurde jedoch aufgrund der Zugänglichkeit der Inseln, technischer Schwierigkeiten und hoher Kosten immer wieder verschoben.

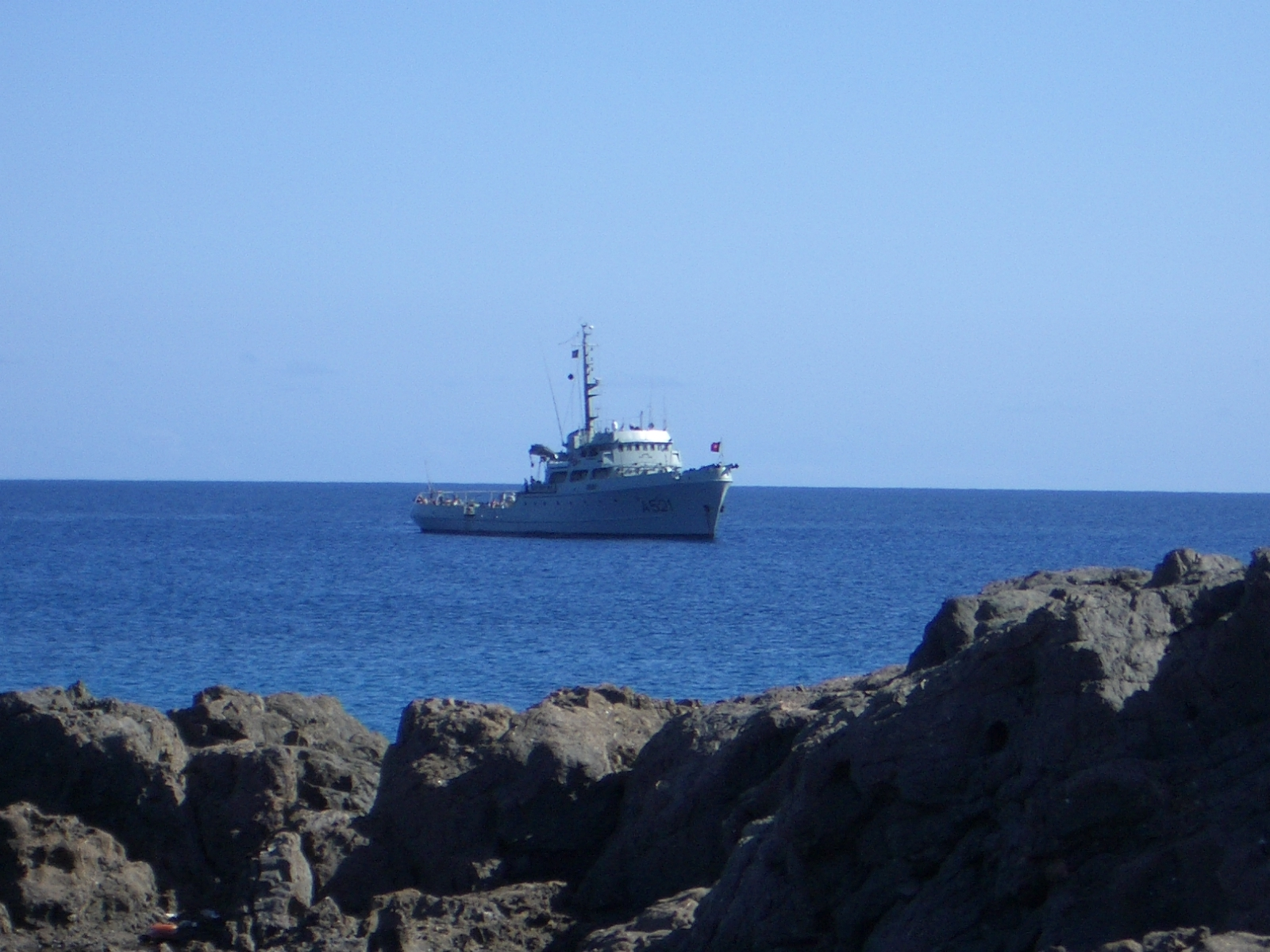
Die Schultz Xavier vor den Ilhas Selvagens

Erst 1977 wurden auf den Selvagens zwei Leuchttürme errichtet: Die Arbeiten zur Errichtung des Leuchtturms führte vom 2. Juni bis 7. Juni 1977 eine Baumannschaft des Leuchtturmtenders Schultz Xavier der portugiesischen Marine aus. Neben den Baumaterialien führte das Schiff auch einen Esel mit, um das Material an Land zu transportieren.
Drei Jahre später, im Oktober 1980, wurde die Energieversorgung des Leuchtturms von Batterien auf Photovoltaik umgestellt. Für diese Arbeiten wurde das Schiff erneut herangezogen, die Schultz Xavier transportierte den Großteil der Ausrüstung auf die Insel, die Fregatte Commandante João Belo lud die 78 Batterien. Da ein Teil der Solarpaneele verschwunden war, konnte die Inbetriebnahme erst am 23. Juni 1981 erfolgen. Das System wurde 1985 durch Blitzschlag zerstört und durch eine 300-Millimeter-Laterne mit 1000 Watt und einer 12-Volt-Halogenlampe ersetzt.